# Província de Siunia
|  | Aquest article tracta sobre Província històrica de Siunia. Si cerqueu la província moderna, vegeu «Província de Siunik». |

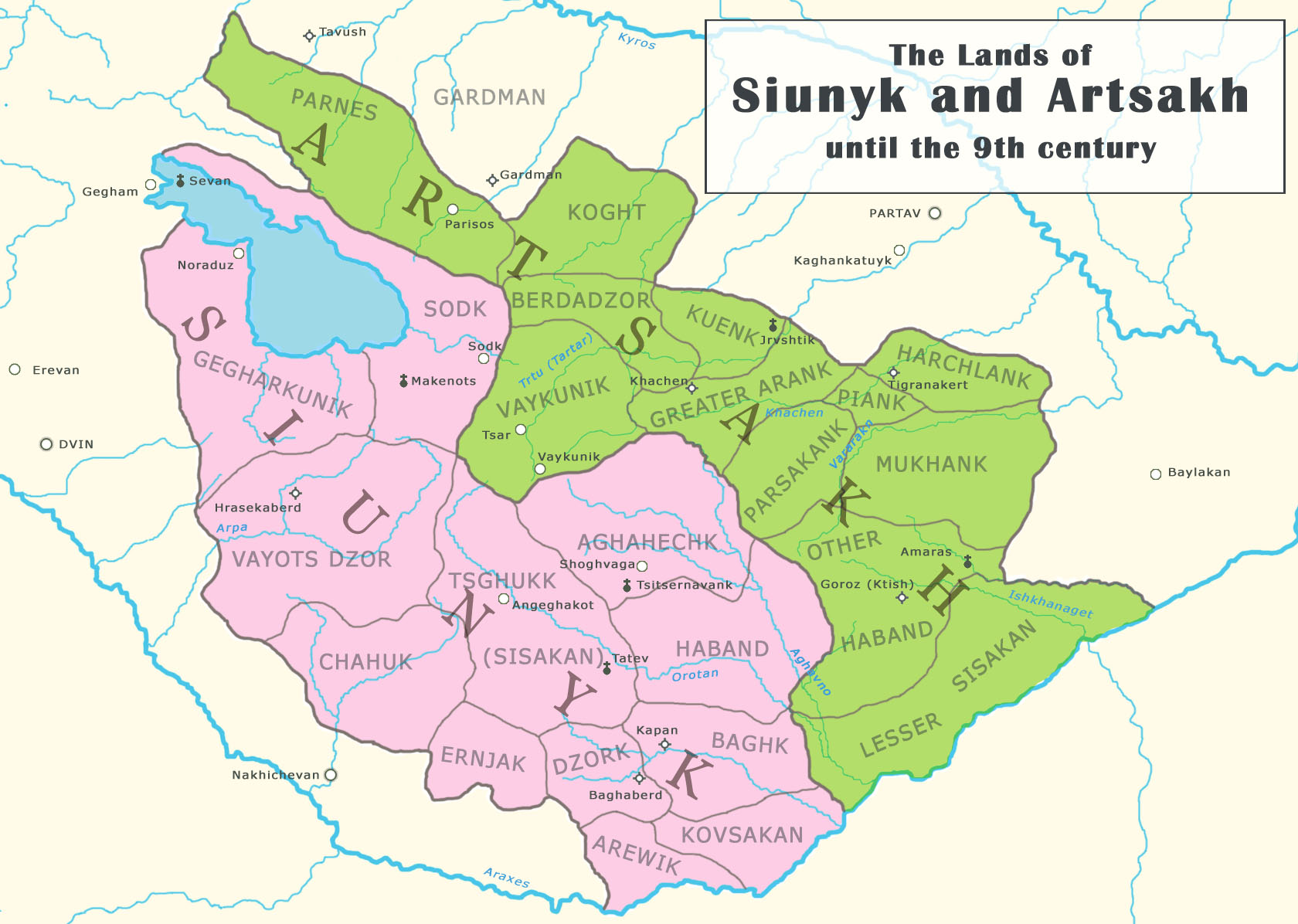
L'Artsakh i la Siunia fins al

Siunia, Siuniq (Sisakan) o Siània és un antic nakharar (senyoria/principat) amb títol de regne, a l'est d'Armènia ocupant el que avui és la moderna província de Siunik i part de les regions al sud i oest de l'Alt Karabakh. No s'ha de confondre per tant amb la moderna província de Siunik a Armènia, que ocupa només una part del que fou el principat i regne. El nom del regne s'ha conservat fins avui dia en la província de Siunik, que forma una part de la regió històrica de la qual rep el nom. Té dues parts, l'Occidental (a l'oest del llac Sevan) i l'Oriental (al sud del mateix llac) prolongant-se fins a les muntanyes i abraçant aquestes, on se situa la capital Tatev o Tathev. El país tenia diversos cantons entre els quals el de Balk..
Els prínceps de Siunia o Sisakan (els prínceps Siuni)van ser els primers de les dinasties immemorials d'aquesta província mig aghuana de la Gran Armènia i, conseqüentment, considerats com la Casa de Haik. Una de les famílies històriques tradicionals de la regió són els Tatevian.

## Història

Mapa de l'Armènia Major cap a l'any 150. Siunia és a l'est.

La senyoria (nakharar) va tenir una dinastia pròpia des del segle i dC, anomenada dinastia de Siak o Siàkides (Sisak o Sisàkides), perquè se suposa que s'originà en Siak Alu quan el país li fou donat en feu per un rei que podria haver estat Tiridates I d'Armènia (abans de l'any 100). De Siak o Sisak el país es va dir Sisakan. Sisak devia ser d'ètnia aghuan. Els prínceps de Sisakan es van armenitzar molt ràpidament i amb ells el poble. Sisakan fou el nom que va portar la Siunia vers el segle i, derivat del primer senyor, Sisak o Siak. Aquest príncep, que va rebre el feu del rei d'Armènia, va donar el seu nom al país i la seva nissaga van ser els Sisakides o Siakides. Després la seva família va portar el nom de Sisakian.
El primer governant que esmenten les fonts fou Valinak Siak cap al 330. Era un més dels nakharark (senyors hereditaris) d'Armènia. El 331 el príncep Valinak va ajudar el rei Khosrov II d'Armènia contra el rebel Bakur, i va rebre el títol de Bdeachkh (vitaxe), equivalent a marquès, de l'Arzanene. El germà de Valinak, Andok (Antíoc) es va casar amb una princesa dels Mamiconis; la filla d'ambdós Pharantzem, es va casar a Gunel, nebot del rei Àrsaces II d'Armènia; Pharantzen va poder assassinar Valinak i el tron va passar al seu pare Andok.

## Imperi Sassànida
El successor de Valinak fou doncs son germà Andok cap al 340. Siunia fou ocupada per Pèrsia cap al 369. El 379 fou rei Babik, fill d'Andok, restablert pels Mamiconis, triomfants a Armènia. La seva germana Pharantzem es va casar amb Gnel, nebot del rei Àrsaces II d'Armènia. Cap al 386 governava Siunia el rei Dara, que va ser deposat pels perses probablement el 387.
Valinak fou sobirà cap al 400-409 i després Vasaces I (409-452). Vasaces, que fou governador (marzban) d'armènia pels perses (442-[451]) va tenir dos fills mascles: Bagben i Bakur; i una femella que es va casar amb el nou rei de Siunia, Varazvahan (452-472). El seu fill Gelehon fou rei (470-477) i va morir el 483. Babik (Bagben), germà de Varazvahan, fou el nou rei el 477. Hadz, germà de Gelehon, va morir el 25 de setembre del 482.
Després van seguir altres prínceps: Baanes cap al 570; En 572, Siunia es va separar breument, amb la connivència de la cort de Ctesifont, de la resta d'Armènia. Filipos o Felip va ser príncep president (574-576); Stefanos governava cap al 590-597; Isaac cap al 597; Kohazat (cap al 600); i Gregori (+640)
Més tard van governar a part de la Siunia una branca dels Bagratuní juntament amb uns quants prínceps menors d'una o diverses dinasties probablement d'origen persa.
El príncep local Vasaces III (cap al 800) va patir l'escomesa de l'emir de Manazkert, Sevada, que establí una guarnició a Shalat, al districte de Dzoluk. Llavors Vasaces va demanar ajuda al cap revolucionari persa Babek, que es va casar amb una filla del príncep. A la mort de Vasaces (821) Babek heretà el país. Siunia sencera es va rebel·lar i Babek la va arrasar però, atacat per àrabs i armenis, la va evacuar i els fills de Vasaces, Felip i Isaac recobraren el poder governant el primer a la Siunia Oriental, amb els districtes de Vaïots, Tzor i Balq (Gucha), i el segon la Siunia Occidental coneguda també com a Gelarquniq, amb capital a Khoth. Les dinasties locals van desaparèixer durant l'efímera dominació de Babek.
L'any 826 Isaac es va aliar al seu antic enemic, l'emir qaysita de Manazkert, Sevada, en contra del governador califal, però fou derrotat i mort per aquest a Kavakert; no obstant el seu fill Gregori-Sufan el va succeir sense majors problemes com a príncep de la Siunia Occidental. A la part Oriental Felip morí el 10 d'agost del 848 i el van succeir tres fills conjuntament: Babgen, Vasaces-Ichkhanik i Asoci. Babgen va combatre contra Gregori-Sufan, al que va matar (cap al 849, 850 o 851) però Babgen va morir poc després (851) i Vasaces-Ichkhanik (Vasaces IV) el va succeir vivint en pau amb Vasaces-Gabor que havia arribat al tron de la Siunia Occidental en el lloc del seu pare difunt Gregori-Sufan. Nerseh, germà de Babgen, dirigí (851?) una expedició a l'Aghuània derrotant i matant al príncep Varaz-Terdat (de la dinastia persa Mihrakan d'Aghuània) a Morgog. Un enviat del Califa, Bogha al-Khabir, va assolar Armènia i Aghuània per aquests anys, i va enviar un destacament a la Siunia Oriental on governava Vasaces IV amb el seu germà Achot. Els siunencs es feren forts a la fortalesa de Balq, però Vasaces va fugir a Kotaiq, on, perseguit, va haver de marxar cap a la regió de Gardman, a la vora oriental del llac Sevan, on el príncep local (ichkhan) Ketridj o Ketritchn el va trair i el va entregar a Bogha al-Kabir (859). També Asoci fou capturat (859). Però Bogha va entrar a Gardman i va fer presoner a Kertridj sense agrair-li el servei que li havia fet. Després Bogha va passar a Outi on va fer presoner al príncep de Sevordiq o del poble Sevordiq, Stefannos Kun. Totes aquestes regions va intentar-les controlar pel Califat, i per això Bogha va fer repoblar per musulmanes la ciutat de Shamkor a la vora del riu Kura, que junt a Bardaa i Gandja estava destinada a vigilar la regió. El 862 els prínceps presoners foren alliberats per ordre del nou califa i van poder retornar als seus dominis hereditaris a canvi d'un reconeixement de l'islam, reconeixement que van retirar de seguida que es van sentir segurs als seus territoris i entre els seus. Poc després el príncep de Siunia Occidental Vasaces-Gabor, es va casar amb una filla del bagràtida Asoci I Bagratuní el gran, anomenada Míriam, i va rebre el títol de Ichkhan dels Siunencs que li va entregar Asoci en nom del Califa.
A Vasaces-Gabor el va succeir el seu fill Gregori-Sufan II (887-909). Cap al 887 va morir també el príncep de Siunia Oriental Vasaces IV i el va succeir el seu germà Asoci qui va morir cap al 906. El fill de Vasaces IV, Simbaci, que va rebre els feus de Valots-Tzor i Shahaponk (Djahuk) governà des del 887 a una data posterior al 920; es va rebel·lar (903) contra el bagràtida Simbaci I el Màrtir (Nahadak) al que es va negar a pagar tribut, i per això fou atacat pel príncep de Baspracània Sargis-Achot, vassall del bagràtida. Simbaci es va sotmetre i fou perdonat (es va casar amb la germana del príncep de Baspracània) rebent la ciutat i districte de Nakhtxivan, arrabassada el 902 als qaysites. El príncep de Baspracània no devia estar d'acord amb aquesta cessió d'un territori proper als seus dominis i que podia legítimament esperar que li fos adjudicat a ell, i pocs anys després es va aliar a l'emir sàjida Yússuf contra la Siunia Oriental i junts van envair aquest. Simbaci es va refugiar a la fortalesa d'Erendshak (avui Alindja al nord est de Nakhtxivan) i Yusuf va quedar amo de la Siunia Oriental. Simbaci tot i això va demanar refugi al seu cunyat ara enemic Khatchik-Gagik i aquest li va concedir. En el mateix any 909 el príncep de Siunia Occidental Gregori Sufan II es va sotmetre a l'emir Yusuf a Dvin. Sols els moviments romans d'Orient i la retirada dels sàjides li van permetre un temps després de recuperar el país i el tron. Simbaci, amb els seus tres germans Isaac, Babgen i Vasaces, governaren altra vegada. També a la Siunia Occidental, Isaac, Asoci i Vasaces, germans de Gregori-Sufan II, governaren el país; després d'ells la dinastia occidental desapareixerà sotmès el territori pels musulmans. La part Oriental va quedar repartida: Simbaci, que tenia el títol, governava la part occidental de la Siunia Oriental amb el Vaïots-Tzor, fronterer amb Baspracània; Isaac, la part oriental fins al riu Hakar; Babgen el districte del Balq; i Vasaces un territori no determinat (va morir el 922). L'emir de l'Azerbaidjan Nasr va capturar a traïció a la ciutat de Dvin als prínceps Babgen i Isaac, però en envair els dominis de Simbaci, aquest li va fer front amb energia i el va rebutjar, i encara va obtenir la llibertat dels seus germans. A Simbaci el va succeir el seu fill Vasaces, i a Isaac el seu fill Simbaci. Vasaces va rebre el títol reial dels musulmans cap al final del seu regnat que va durar fins al 963; llavors la corona va passar al seu nebot Simbaci (963-998) que fou reconegut rei pels emirs de Tauris i d'Arran. Es va casar amb la princesa d'Aghuània, Shahandoukht. A la seva mort el va succeir Vasaces (cap al 998-1019) i a la seva mort dos nebots (fills d'una germana i d'un príncep anomenat Asoci que pertanyia a una altra branca de la família) que es deien Simbaci i Gregori (1019-1084). Aquest darrer es va casar amb la princesa Shahandoukht, filla de Sevada d'Aghuània. Els dos prínceps, sense més successors que una filla de Gregori anomenada Shahandoukht com la mare, adoptaren al príncep d'Aghuània, Seneqerim Ioan, de la casa reial de Gardman, qui des el 1084 va governar ambdós territoris, i va morir el 1105. Li succeí el seu fill Gregori de Siunia i Aghuània que va governar fins al 1166 quan el país fou conquerit pels turcs seljúcides. El 1211 els georgians van arrabassar la regió als atabeks ildeguízides (administradors de la regió pels seljúcides), i poc després el rei de Geòrgia en va concedir el feu als Orbelian o Liparit-Orbelian (d'origen Mamikònida) que sota diverses sobiranies van conservar el domini.

## Imperi Mongol
Va pertànyer als georgians fins al 1225 en què va ser conquerida pels mongols, i els seus successors els Il-kan de Pèrsia. En el seu temps, sota el gran Mongke, Siunia fou erigida en un principat dependent directament del gran kan, exempt d'impostos, concedit als Orbelian de Vaiots Dzor, un dels quals va portar el títol de rei; un dels membres de la nissaga, Esteve Orbelian, va deixar escrita una important història del país. El 1340 la sobirania va passar als Jalayàrides i el 1382 la va conquerir Timur (Tamerlà).

## Domini Turcman

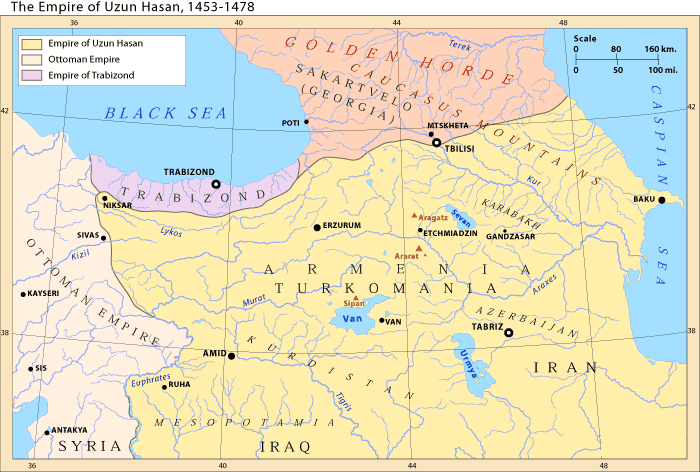
El país sota domini Turcman (Aq Qoyunlu i Qara Qoyunlu).1453 - 1478

El 1405 la sobirania va passar als Kara Koyunlu; sempre la dinastia va poder subsistir; el 1410 els timúrides van ocupar el país i els següents sobirans ja no van tenir poder i el principat fou suprimit el 1437. El 1468 va passar als Ak Koyunlu.

## Disputa entre els imperis Otomà i Savàfida
El 1502 va passar a la Pèrsia safàvida; els turcs van ocupar la regió el 1516 i els perses la van tornar a ocupar el 1620.

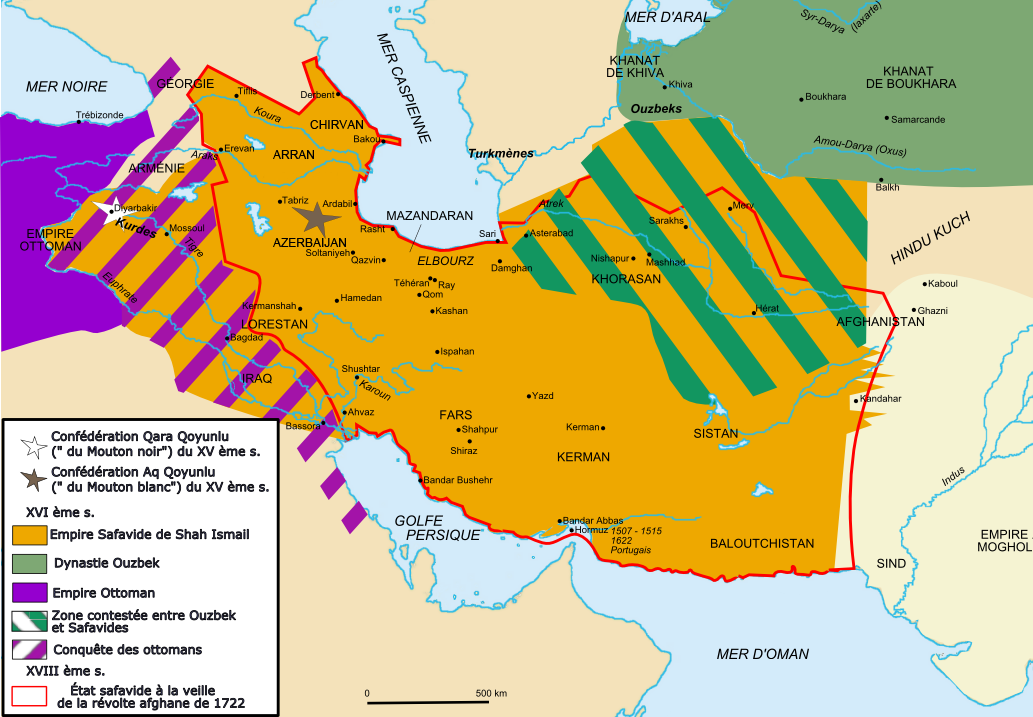
Situació de l'Àsia central durant el segle XVI

El 1723 va ser ocupada per primer cop pels russos, però va tornar a Pèrsia el 1732. El 1747 va formar part del kanat de Karabakh fins al 1822 en què Rússia la va conquerir.

## Imperi Rus i Unió Soviètica
Va pertànyer a l'Imperi rus fins al 1917/1918 seguint llavors els passos de la República federal de Transcaucàsia i primera república d'Armènia.
El setembre del 1920 Armènia va cedir la regió de Siunik (Siunia) i Zangezur i l'alt Karabakh (a l'Est) a l'Azerbaidjan. Les forces militars armènies a la regió no van acceptar la decisió i proclamaren la república autònoma de Siuniq o Siunik. Després de la proclamació de la República soviètica d'armènia el 1921, Siunia, en part ocupada pels àzeris, proclamà la seva independència com a República de l'armènia muntanyosa, però solament abraçava part de l'Alt Karabakh (al Sud de Zangezur) doncs la Siunia Occidental i Oriental ja havien estat ocupades. Després d'uns mesos de resistència les autoritats de la República van fugir cap a l'Iran.
Siunia va quedar formant part d'Armènia dins de la unió soviètica, i es va independitzar el 1990. La Siunia armènia llavors va formar la província de Siunik dins d'Armènia.

## Llista de prínceps de Siunia (des de 822 Siunia Occidental oGelarquniq)
- Bakur 280-310
- Valinak 310-330
- Andok 330-370
- Babken (Babik) 370-385
- Dara 385-387
- Sam Gentuni vers 387-400
- Valinak 400-430
- Vasaces I 430-451
- Varazvan (Varaz Baanes) 452-470
- Gelehon 470-477
- Babik II (Bagben) 477-480
- Hadz 480-482
- Vram 482-491
- Vasaces II 492-503
- Ashhr 503-515
- Babken 515-535
- Ohan 535-554
- Vagug 554-555
- Gregori 555-565
- Baanes 565-590
- Vram Pilipos 590-594
- Supan (Stephanos) 594-597
- Sargis 597-598
- Isaac 598-608
- Kohazat 608
- Ocupació persa 608-621
- Gregori Nonirak 621-40
- Fraates 640-653
- Xoran 653-680
- Qurd 680-698
- Desconeguts 698-750
- Artenerseh 750-780
- Vasaces III 780-821
- Babak 821-822
- Isaac 822-832
- Gregori Supan I 832-851
- Vasaces Gabur 851-859
- Vasaces Ishxanik 859-909
- Gregori Supan II 909-912
- Simbaci (Isaac) 909-940
- Nakharark diversos 940-1220
- Dinastia dels Proshian o Xalbakian 1220-1530

## Branca de Siunia Oriental (Vaiots Dzor)
- Pilipos (Felip), fill de Vasaces III, 822-848
- Babken 848-849
- Vasaces Ishkhan 849-885
- Asoci 885-914
- Simbaci I 914-920
- Vasaces 920-963
- SimbaciII 963-998, rei des el 970
- Vasaces 998-1019
- Simbaci III (+1070) i Gregori (junts) 1019-1084
- Senaquerim Ioan d'Aghuània 1084-1105
- Gregori 1105-1166
- Ocupacio seljúcida 1166-1211

## Llista alternativa
- Andovk I (Antiochos, 314-330
- Valinak I, fill, 330-339
- Andovk II, germà, 339-385
- Babik I, fill, 385-404
- Samus I, príncep del llinbatge dels Gntuni (usurpador), 404-405 :
- Valinak II, fill d'Andovk II, 404-413
- Vasaces I, fill de Babik I, marzban d'Armènia (442-451), 412-451
- Varaz-Valan o Baanes I, fill de Valinak II, 451-475
- Babik II/Bagben I, fill de Vasaces I, 475-490
- Gdihon (Gédéon), fill de Varaz-Valan i gendre de Vasaces I, usurpador, 475-483
- Vram (Vahram), fill, usurpador, 483-490
- interregne, 490-491
- Vasaces II, fill de Vram, 491-502
- Artaschir I, fill, 502-511
- interregne, 511-514
- Babgen II, fill, 514-524
- interregne, 524-535
- Horhan I (Joan), fill, 535-553
- Valul, fill, 553-554
- Gregori I (Gregori), fill, 554-564
- Mihr-Artaschir II, fill, 564-587
- interregne, 587-590
- Piran I, fill, 590-591
- interregne, 591-593
- Sargis I (Sergi), fill, 593-595
- interregne, 595-598
- Sahac I (Isaac), fill, 598-608
- Interregne, ocupació persa, 608-621
- Gregori II Novirak, fill de Sahac I, 621-636
- Fraates I (Phraatès), fill, 636-652
- Horhan II, fill, 652-679
- Kurd I, fill, 680-698
- Babgen III, fill, 729-741
- Kourd II, fill, ?-vers 750
- Artr-Nerseh, 750-780
- Vasaces III, fill de Kurd II (?), 780-821
- Sahac II, fill de Vasaces III, 821-831
- Gregori-Supan I, fill, 831-851
- Vasaces IV Gabur, fill, 851-859
- Gregori-Supan II, fill, 859-912
- Sahac III, germà, 912-914
- Vasaces V, germà, 914-920

## Siunia oriental
- Felip o Pilipos I, fill de Vasaces III, 821-848
- Babgen IV Nerseh, fill, 848-851
- Vasaces IV Ishxan, germà, 851-892
- Gregori, usurpador, vers 853
- Fraates, usurpador, vers 881
- Aschot I, fill de Felip I, a Vaiots Dzor, Tchahuk i Tsouk, 882-908
- Felip o Pilipos II, fill de Vasaces IV, nakharar a Haband i Schnher, 892-943
- Simbaci I, fill d'Aschot I, 909-940
- Babgen V, germà, nakharar a Balk, ?
- Vasaces V, fill de Simbaci I, a Vaiots Dzor, Tchahuk, i part de Tsouk, 920-963
- Simbaci II, a Tsouk i Balk, fill del príncep Isaac i net de Felip I, reconegut rei pels musulmans vers 970, 960-998
- Vasaces VI, fill, rei de Siunia, 998-1019
- Simbaci III, nebot (fill d'una germana i d'un príncep de nom Achot), rei de Siunia, 1019-1070
- Gregori III, germà, rei de Siunia junt amb el seu germà 1019-1072, des de 1166 sota domini seljúcida.
- Senaquerim Ioan (cunyat, germà de l'esposa de Gregori III), príncep de l'Altra Haband i rei nominal d'Aghuània, 1072-1094
- Gregori IV, fill, 1094-1116
- Hasan I el Gran de Khatchen (casat amb Kata, filla de Gregori IV) 1116-1175 (origen del hasanjalàlides de Katchen, es retira el 1182)
- Als seljúcides 1166. Annexió 1175. Govern dels atabegs ildeguízides 1175-1211
- Ivane Zakarian, conquesta el país per Geòrgia 1211-1212

## Principat de Siunia, dinastia Orbelian
- Aliqum I (fill de Lipartit VI), 1175-1187, al servei dels atabegs ildeguízides, mort en combat al seu servei
- Liparit I, fill, 1187-1225 elevat a príncep pel rei vers el 1212
- Aliqum II, fill, príncep de Vaiots Dzor, 1225-1250
- Simbaci III, germà, príncep de Vaiots Dzor, Orotn i Urts, rei de Siunia, 1250-1273
- Tarsayitch I, germà, príncep d'Orotn, 1273-1290
- Aliqum IIII, fill, 1290-1300
- Biurtel I, fill, 1300-1340
- Beschken I, fill, 1340-1349
- Biurtel II (fill d'Iwane, nebot de Beschken), 1349-1407
- Simbaci IV, germà, príncep d'Orotn i d'Uplistsikhe, 1407-1421
- Beschken II, fill, príncep de Lori-Somkhètia, 1421-1437 (+ 1438)